# Olimpiada Wiedzy o Unii Europejskiej (szczecińska)
Olimpiada Wiedzy o Unii Europejskiej (szczecińska) – olimpiada szkolna organizowana od roku szkolnego 1996/1997 do roku szkolnego 2009/2010 dla uczniów szkół ponadgimnazjalnych. Początkowo funkcjonowała jako olimpiada zachodniopomorska, jednak w 2000 uzyskała status olimpiady ogólnopolskiej. Była najstarszą spośród organizowanych w Polsce olimpiad przedmiotowych poświęconych integracji europejskiej.
Organizatorem zawodów była Katedra Europejska im. Jeana Monneta w Zakładzie Politologii Uniwersytetu Szczecińskiego. Przewodniczącym Komitetu Głównego Olimpiady był prof. dr hab. Janusz Ruszkowski. W 2007 olimpiada objęta była patronatem prezydenta Rzeczypospolitej Polskiej.
Zawody podzielone były na trzy części:
- etap szkolny – rozwiązanie testu – dwadzieścia pytań testowych i dwa problemowe,
- etap okręgowy – w pierwszej części trzydzieści pytań testowych, w drugiej odpowiedź ustna na trzy wylosowane pytania,
- etap centralny – test pisemny (50 pytań), test pisemny (30 pytań), odpowiedź ustna (4 wylosowane pytania).

Uprawnienia wynikające z uzyskania statusu laureata, bądź finalisty były zróżnicowane w zależności od danej uczelni. Decyzje senatów mogą pozwolić na całkowite lub częściowe zwolnienie z rekrutacji na studia.